# 28527 Kathleenrose
28527 Kathleenrose este un asteroid din centura principală de asteroizi.

## Descriere
28527 Kathleenrose este un asteroid din centura principală de asteroizi. A fost descoperit pe 29 februarie 2000 la Socorro, New Mexico, în cadrul proiectului LINEAR. Asteroidul prezintă o orbită caracterizată de o semiaxă mare de 2,34 ua, o excentricitate de 0,15 și o înclinație de 5,4° în raport cu ecliptica.